# Rüdiger Scheler
Rüdiger Scheler (* 10. Februar 1960) ist ein ehemaliger deutscher Fußballspieler.

## Sportlicher Werdegang
Scheler entstammt der Jugend der SpVgg Bayreuth. Noch als A-Jugendlicher debütierte er am 4. August 1979 für die Wettkampfmannschaft des Klubs in der 2. Bundesliga, als er von Heinz Elzner bei der 2:3-Auswärtsniederlage bei Wormatia Worms für Reinhard Brendel eingewechselt wurde. Unter dem neuen Trainer Gerhard Pfeiffer etablierte er sich in der Zweitliga-Spielzeit 1980/81 als Stammkraft bei den Oberfranken, die sich für die eingleisige zweite Liga qualifizierten. Am Ende der Spielzeit 1981/82 musste er jedoch mit der SpVgg als Tabellenletzter in die Bayernliga absteigen. Dort blieb er dem Klub treu, mit dem er noch zweimal, 1985 (dabei war er mit zwanzig Saisontoren in der Bayernliga-Spielzeit 1984/85 maßgeblich an der Drittligameisterschaft beteiligt) und nach sofortigem Wiederabstieg 1987, wieder in die 2. Bundesliga aufstieg. Nach dem erneuten Abstieg in die Drittklassigkeit spielte er noch bis zum Sommer 1992 für den Klub, ehe er seine Karriere beendete.
Scheler bestritt in seinen 13 Spielzeiten für die SpVgg Bayreuth 383 Ligaspiele, davon 200 Spiele in der 2. Bundesliga. Dabei erzielte er 81 Tore, in der 2. Bundesliga gelangen ihm 32 Treffer. Beim vorletzten Zweitligaspiel des Klubs am 13. Mai 1990 gegen Alemannia Aachen erzielte er mit dem Treffer zum 3:0-Endstand den letzten Profitreffer des Klubs, am folgenden Spieltag stand er unter Trainer Siegfried Melzig beim 0:0-Remis beim 1. FC Saarbrücken auch beim letzten Profispiel an der Seite von Spielern wie Michael Glowatzky, Roland Grüner, Klaus Gebhardt, Jörg Wolff und Udo Konradi auf dem Feld.
Hauptberuflich ist Scheler als Dipl.-Ing. im Baubereich tätig.